# Gustav Holst
Gustav Theodor Holst (Cheltenham, 21 settembre 1874 – Londra, 25 maggio 1934) è stato un compositore e direttore d'orchestra britannico.

## Biografia

### I primi anni

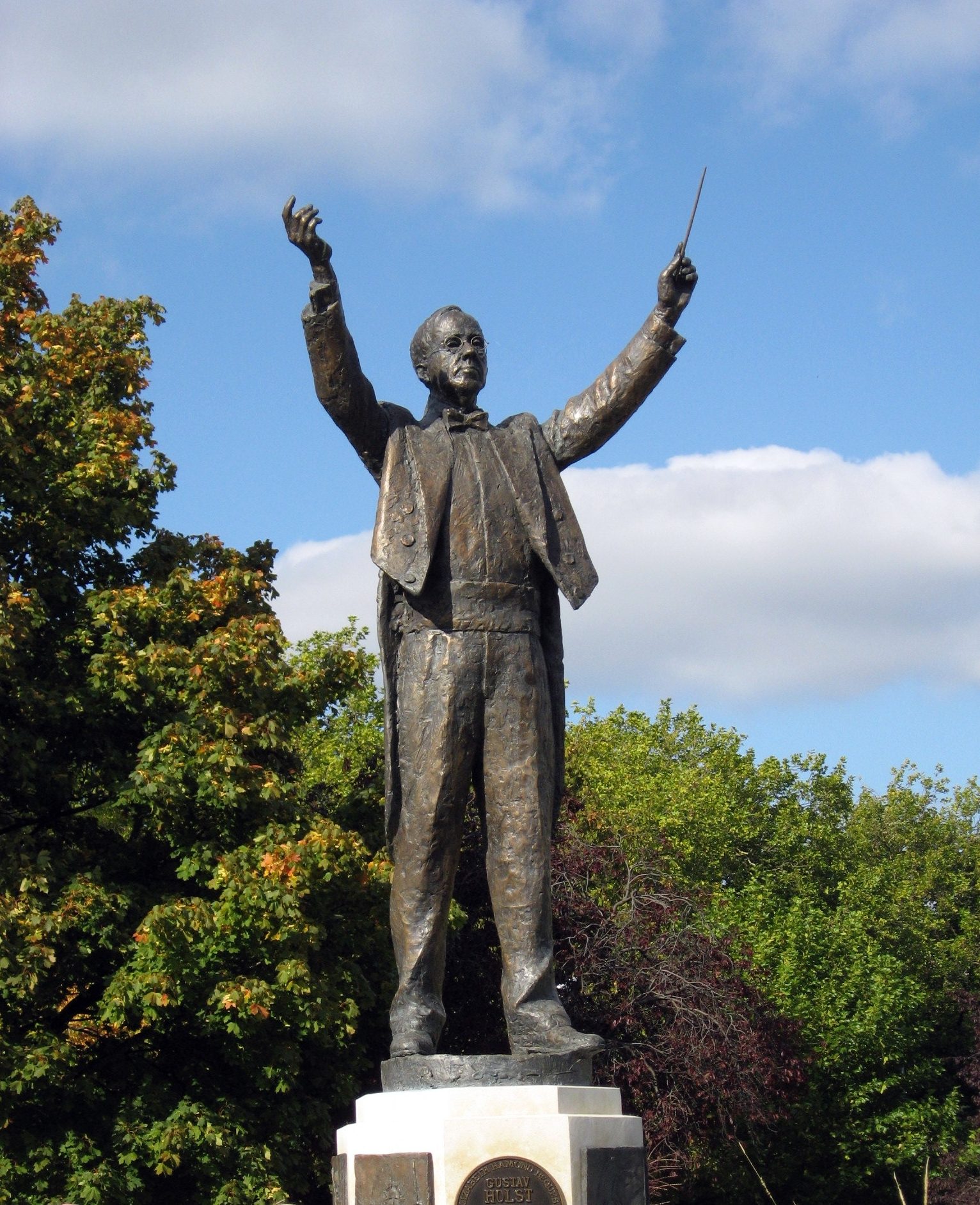
La statua dedicata a Gustav Holst in una via cittadina del suo paese natale, Cheltenham

Holst nacque nel 1874 a Cheltenham, nel Gloucestershire. La sua famiglia, di origine svedese, si era trasferita in Inghilterra nel 1807 dopo aver soggiornato in Russia, dove un suo antenato aveva avuto incarichi di compositore di corte, e in Germania. Suo padre era un pianista e insegnante di musica (la madre era una delle sue allieve) e lavorava come organista presso la Chiesa di Ognissanti a Pittville. Holst perse la madre a otto anni e suo padre si risposò con un'altra allieva. L'ambiente culturale della casa era vivace; si leggevano Oscar Wilde e Arthur Conan Doyle, si apprezzava l'arte, la pittura e la musica di Wagner, Čajkovskij e Puccini. Di salute assai cagionevole e asmatico, Holst fu educato alla musica sin dalla più tenera età; detestava il violino ma suonava con piacere il pianoforte, cui dovette però rinunciare a causa dell'aggravarsi di un disturbo neurologico alle mani (soprattutto la destra), che gli impediva l'esercizio prolungato.
A sedici anni compose un'operetta in due atti che convinse il padre a compiere uno sforzo economico e mandarlo a studiare presso il Royal College of Music di Londra, che era stato fondato proprio in quegli anni. Studiò con il compositore irlandese Charles V. Stanford e strinse una solida amicizia con il compagno di studi Ralph Vaughan Williams, anche lui destinato ad un'importante carriera di compositore. In quel periodo si professò wagneriano convinto (fu molto colpito dall'ascolto di alcuni capolavori wagneriani) e fu impressionato dall'ascolto della Messa in Si minore di Bach. Non riuscendo a sostenere il necessario esercizio tecnico per lo studio del pianoforte a causa della malattia, studiò il trombone, che gli consentì sia di lavorare come orchestrale (esperienza che in seguito giudicò importante per la composizione), che di rinforzare le sue capacità respiratorie, indebolite dall'asma.

### Le influenze culturali
Sotto la guida di Stanford, nel 1895 compose un'opera, The Revoke, che inaugurò il suo catalogo come op.1. In questo periodo si avvicinò alla poesia di Walt Whitman e alle dottrine socialiste; seguì le conferenze di George Bernard Shaw e di William Morris, con cui condivideva la scelta del vegetarianismo. La sua salute, già cagionevole, risentì ulteriormente della sottonutrizione determinata dalla difficoltà pratica nel seguire una tale filosofia alimentare. Patì anche di un sensibile calo della vista e di problemi digestivi, che l'avrebbero accompagnato per tutta la vita.

### Il cosiddettoSanskrit Period
L'arco di tempo compreso tra il 1895 e il 1914 viene definito Sanskrit Period in quanto Gustav Holst manifestò forte interesse verso l'Oriente e in particolare verso l'India, la produzione letteraria in sanscrito e il misticismo indiano. Secondo Imogen Holst (figlia del compositore e sua principale biografa), il musicista iniziò a interessarsi alle traduzioni delle opere sanscrite a partire dal 1899, attratto dal misticismo del Ṛgveda, dal fascino del poema epico Rāmāyaṇa e dalla filosofia della Bhagavadgītā. In un primo momento, sempre seguendo la narrazione di Imogen, egli iniziò a raccogliere e collezionare tutte le traduzioni che riusciva a trovare, cambiando qualche parola o semplificando le frasi secondo la sua sensibilità, ma il sistema non gli pareva soddisfacente.
Si colloca a questo punto della narrazione l'aneddoto – spesso riferito dai biografi successivi – secondo cui Holst, approdato nella sala di lettura delle Oriental Languages del British Museum, chiese di consultare una cospicua serie di testi ma, quando gli portarono la pila di volumi, si rese conto che erano scritti in lingua sanscrita e quindi erano per lui inintelligibili. Dopo un iniziale momento di smarrimento egli avrebbe pensato di dedicarsi allo studio della lingua sanscrita e, pur avendo poca facilità nell'apprendere le lingue straniere, si sarebbe iscritto alla School of Oriental Languages, frequentando le lezioni di Miss Mabel Bode (di cui fu il primo allievo) e stringendo ben presto amicizia con lei. L'ipotesi che appare più verosimile è che – come suggerito anche dalla figlia – Holst abbia lavorato soprattutto sulle traduzioni, apportando ad esse le varianti stilistiche che gli parevano più utili.

### Gli esordi nella professione
Nel 1897 lasciò a malincuore il Royal College perché per potersi mantenere aveva accettato un posto da trombonista nella Carl Rosa Opera Company. In seguito dichiarò che tale esperienza fu importante per la sua comprensione pratica dei meccanismi orchestrali e gli fu utile nella composizione. Nel 1899 iniziò un'opera, Sita, in tre atti, basata sul poema epico indiano Rāmāyaṇa. La completò nel 1906. Nel 1900, scrisse la Cotswold Symphony, elegia scritta in memoria di William Morris, e completò il suo primo lavoro dato alle stampe, l'Ave Maria.
Nel 1901 sposò Isobel Harrison, un soprano che aveva conosciuto alcuni anni prima nei circoli socialisti, e decise di dedicarsi completamente alla composizione. Nel 1903 scrisse Indra, un poema sinfonico basato sulla figura dell'omonimo dio hindu. Fu un periodo duro, gli editori rifiutavano sistematicamente le brevi composizioni che Holst proponeva loro e le ristrettezze in cui versava alla fine lo convinsero a dedicarsi all'insegnamento. Nel 1905 assunse l'incarico di Direttore Musicale nella scuola femminile "St.Paul's Girls' School" di Hammersmith, Londra. Poco dopo, compose The Mystic Trumpeter, un pezzo per soprano e orchestra basato su testo di Walt Whitman, dalle forti influenze wagneriane. Musicò anche liriche di Thomas Hardy e Robert Bridges.

### Il primo viaggio
Nel 1906 la sua opera appena finita, la già menzionata Sita, fu sconfitta nel concorso di composizione indetto dall'editore Ricordi. Tale battuta d'arresto amareggiò molto Holst poiché è probabile che la sconfitta fosse da attribuirsi al suo vecchio professore di composizione, Stanford. Holst dovette trascorrere un periodo di riposo, per risollevarsi dallo stato di depressione in cui era caduto; viaggiò in Algeria, visitando tra l'altro una zona del Sahara in bicicletta e venendo a contatto con popolazioni locali. Fece rivivere le sensazioni e i colori dei luoghi visitati nella suite orchestrale Beni Mora, composta al suo ritorno, che ricevette considerazione dalla critica solo negli anni successivi, dopo che Holst aveva già raggiunto la fama.

### Nuove opere e nuovi incarichi d'insegnamento
Nel 1907 compose la Somerset Rhapsody e iniziò una nuova opera d'ispirazione indiana, Savitri, che completò l'anno dopo, iniziando nel contempo a comporre la prima serie dei summenzionati Choral Hymns from Rig-Veda, per voce e pianoforte, basati su passi del Rig Veda tradotti dal compositore stesso. Accettò inoltre il posto di direttore musicale in un'altra scuola, il Morley College, tenendo l'incarico (assieme a quello della St.Paul's) per tutta la vita.

### Il viaggio in Spagna
Nel 1912 dovette affrontare il parziale insuccesso della prima esecuzione dell'opera corale The Cloud Messenger, alla cui composizione si era dedicato negli anni precedenti. Per ritemprare le forze e il morale, già provato, partì alla volta della Spagna in compagnia dei musicisti Balfour Gardiner (padre del direttore John Eliot Gardiner) e Arnold Bax e il librettista e studioso di astrologia Clifford Bax, in un viaggio finanziato con i fondi di una donazione anonima. Nonostante la sua timidezza, Holst era affascinato dalla gente e dalla società e aveva sempre pensato che il miglior modo per conoscere bene una città era perdersi al suo interno. A Gerona, in Catalogna, spariva spesso, e soltanto diverse ore dopo i suoi amici lo ritrovavano a intrattenere discussioni astratte con i musicisti locali. Fu proprio in Spagna che Clifford Bax avvicinò Holst all'astrologia, che in seguito ha praticato  durante tutta la sua vita stilando gli oroscopi dei suoi amici, e che ha ispirato la famosa suite I pianeti.

### La riscoperta della tradizione popolare britannica e le influenze delle avanguardie
Nel 1913 la sua scuola inaugurò una nuova ala destinata alla musica e Holst scrisse per l'occasione un'opera orchestrale di successo, che viene eseguita ancora oggi: la St. Paul's Suite. A causa della sua attività didattica, in questi anni era venuto in contatto con il movimento di riscoperta (che in quel periodo coinvolgeva molti compositori inglesi, tra cui l'amico Vaughan Williams) di molta musica popolare inglese medievale, dei madrigalisti del primo Seicento William Byrd e Thomas Weelkes e di Purcell. Lo studio di tale materiale e della musica del folklore inglese lo influenzò sensibilmente in tutte le composizioni successive.
Altre forti influenze di questo periodo furono Igor' Fëdorovič Stravinskij (era ancora vivo lo scandalo causato dalla prima de La sagra della primavera, nel 1913) e Arnold Schönberg, di cui Holst poté sentire, nel 1914, i 5 pezzi per orchestra, modernissima opera espressionista. Nonostante in passato avesse commentato satiricamente gli aspetti più stravaganti della cosiddetta musica moderna, Stravinskij e Schoenberg influenzarono la sua produzione successiva.

### I pianeti: il trionfo mondiale
La suite I pianeti (The Planets) fu e rimane ancora oggi l'opera più amata e ammirata di Holst. Fu concepita a partire dal 1914 sulla scia del grande interesse per l'astrologia e la teosofia che Holst aveva sviluppato a partire dal viaggio in Spagna e dalla conoscenza con C. Bax, e delle letture (soprattutto dell'opera dell'astrologo Alan Leo). Holst e la moglie risiedevano spesso nella casa di campagna di Thaxted, nell'Essex, immersi in un ambiente ricco di suggestioni del passato, a cominciare dall'architettura medievale e dal paesaggio.
È una serie di bozzetti musicali ispirati da 'umori' legati ai pianeti, piuttosto che qualcosa di concretamente collegato all'astrologia. Holst aveva comunque certamente tratto ispirazione dal libro The Art of Synthesis di Alan Leo, che è diviso in capitoli ognuno dei quali è dedicato ad un pianeta e ne descrive le caratteristiche della personalità e i valori ad esso associati, così che per esempio, nel libro di Leo
- Marte - Indipendente, ambizioso, caparbio
- Venere - Amore che rinasce, emotività
- Mercurio - Il messaggero alato degli dèi, pieno di risorse, eclettico
- Giove - Portatore d'abbondanza e perseveranza.

Holst fu inoltre influenzato da un astrologo del XIX secolo chiamato con lo pseudonimo di Raphael, il cui libro verte sul ruolo che giocano i pianeti nei destini del mondo. L'opera venne completata in due fasi: dapprima Marte, Venere e Giove, quindi Saturno, Urano, Nettuno e Mercurio dopo una pausa dedicata ad altre composizioni. L'ultima nota fu scritta nel 1916. L'influenza di Stravinskij fu colta da un critico, che definì la suite "la Sagra della Primavera inglese". È possibile scorgervi anche influenze di Debussy e Richard Strauss, oltre che dell'amico Vaughan Williams.
È inoltre interessante notare che The Planets è stato fonte d'ispirazione per varie colonne sonore cinematografiche. È noto che il regista George Lucas usò Marte, assieme ad altri brani di musica classica, come musica provvisoria non originale durante la lavorazione di Guerre stellari e in seguito John Williams ne citò palesemente alcuni temi nella sua colonna sonora originale definitiva. Si notano anche somiglianze tra la colonna sonora (di Alan Silvestri) di The Abyss e Nettuno, tra la colonna sonora (di Bernard Herrmann) di La donna che visse due volte e Viaggio al centro della Terra e Saturno, tra quella (opera di James Horner) di Titanic e Nettuno o Braveheart - Cuore impavido con "Giove" e infine tra quella de La Bibbia (1966) e - ancora una volta - Saturno.
La prima parte della suite fu di ispirazione ai musicisti Butler e Iommi per l'intro del brano Black Sabbath che diede il nome all'omonimo album
Brani della suite sono stati scelti da due pattinatrici giapponesi di livello mondiale: Mao Asada scelse di utilizzare Jupiter come musica di accompagnamento per le esibizioni da galà che si svolsero al termine delle gare ISU per l'annata 2011 - 2012 nella versione rivista dallo stesso Holst nella quale l'inciso centrale fa da accompagnamento all'inno popolare inglese I vow to thee, my country. Successivamente, nella stagione 2016-2017 Satoko Miyahara utilizzò parti di Venus, Mars e Jupiter per il proprio free skating, inframmezzati dal Princess Leia's Theme di John Williams.

### La Prima guerra mondiale e il viaggio in Grecia e in Turchia
Appena scoppiò la prima guerra mondiale Holst tentò di arruolarsi ma fu rifiutato a causa degli annosi problemi alla vista, alla respirazione e allo stomaco. Spinto dal patriottismo e dai sentimenti antitedeschi allora diffusi, rimosse la particella nobiliare d'origine tedesca von dal suo cognome (che era propriamente von Holst), definendo ufficialmente questo cambiamento in un documento legale del 1918. La sua musica veniva considerata dal pubblico come inglese e patriottica e conobbe una buona diffusione, anche grazie alla contemporanea avversione per la musica tedesca imperante in quel difficile periodo.
Verso la fine della guerra, l'associazione pacifista YMCA (Young Men's Christian Association) gli propose un ruolo di responsabile organizzativo di un suo nuovo programma educativo musicale, che aveva come scopo il sostegno del morale delle truppe nei remoti fronti orientali. Si trasferì quindi a Salonicco (ora in Grecia) e dopo a Costantinopoli, trascorrendo un periodo non facile a causa delle rudi condizioni di vita militare. Poco prima della partenza, aveva assistito all'esecuzione privata di The Planets, diretta da Gardiner.

### Il ritorno in patria, grandi successi e qualche fallimento
Poco dopo il suo ritorno, alla fine della guerra, Holst fece eseguire pubblicamente The Planets, nel 1919 in versione parziale (senza Venus e Neptune) e il 15 novembre 1920 in versione completa. Il successo fu senza precedenti e diede fama mondiale a Holst. Compose quindi Ode to Death (Ode alla Morte) per coro e orchestra, basata su un poema di Walt Whitman e nel 1920 fece eseguire anche The Hymn of Jesus (basato sui vangeli apocrifi e composto nel 1917), ugualmente un grande successo. Nel 1922 pubblicò l'opera The Perfect Fool, che fu eseguita mentre egli era negli Stati Uniti, dove era stato chiamato a dirigere un festival musicale. L'opera fu un insuccesso, probabilmente a causa dell'enigmaticità della storia. Durante il viaggio, compose il Fugal Concerto per flauto, oboe e archi.
Nonostante perdurasse il grande successo di The Planet, al suo ritorno in Inghilterra Holst affrontò un periodo di cattiva salute, con frequenti crolli nervosi, dovuti anche al superlavoro cui si sottoponeva (insegnamento, conferenze, direzioni d'orchestra, composizione) e alle conseguenze di una caduta, occorsagli durante una prova con l'orchestra, durante la quale era scivolato dal podio e aveva battuto violentemente la testa per terra.
Si ritirò nella sua casa di campagna di Thaxted, dove passò un anno nel tentativo di risollevare le proprie condizioni psicofisiche. In questo periodo, lavorò alla Choral Symphony e ad una nuova opera dal titolo At the Boar's Head. Quest'ultima, rappresentata nel 1925, fu un totale insuccesso a causa della sua audacia e complessità, che sconcertava gli spettatori. Stessa accoglienza disastrosa ebbe la Choral Symphony, fatta a pezzi dalla critica e apprezzata poco (cosa che colpì molto Holst) anche dall'amico Vaughan Williams. Il periodo successivo fu caratterizzato da poche composizioni, tranne il balletto leggero The Golden Goose e il più impegnativo The Morning of the Year.

### Nuovi viaggi e onorificenze
Grande camminatore e appassionato viaggiatore, visitò a fondo molti paesi esteri. Odiava le conseguenze della notorietà; spesso rifiutò di rispondere alle domande della stampa e quando qualcuno gli chiedeva un autografo, porgeva bigliettini preparati in anticipo che recavano la scritta "io non dò autografi". Sebbene non gradisse la notorietà pubblica, fu contento di disporre ormai di abbastanza danaro per poter vivere senza ristrettezze economiche e obblighi.
Nei tardi anni venti, aveva cominciato a sfruttare i vantaggi della nuova tecnologia e diffuse le sue opere attraverso registrazioni e trasmissioni radiofoniche della BBC. Nel 1927 ricevette dalla Cattedrale di Canterbury l'incarico di scrivere la musica per una produzione drammatica dal titolo The Coming of Christ, e dalla New York Symphony Orchestra la richiesta di una sinfonia. Quest'ultima diventò Egdon Heath, poema sinfonico ispirato all'opera e alla figura del poeta [Thomas Hardy], ambientata nell'omonima località (fittizia) del Regno del Wessex (antico nome delle località meridionali dell'Inghilterra). Fu eseguito poco dopo la morte di Hardy. Ebbe scarso successo, ma Holst la considerò come la sua migliore creazione, il suo capolavoro, e recentemente è stata rivalutata, anche in virtù di varie incisioni discografiche.
Nel 1928 scrisse The Moorside Suite, per banda d'ottoni. Nel 1929, al ritorno di un lungo viaggio in Italia, si recò di nuovo negli Stati Uniti come ospite d'onore (in rappresentanza dell'arte inglese) al ventunesimo anniversario della fondazione dell'American Academy of Arts and Sciences. Tenne inoltre una conferenza all'Università di Yale sull'insegnamento dell'arte.
Tornato in patria, musicò The Dream City, la prima di dodici liriche del poeta inglese Humbert Wolfe, che fu cantata dal soprano Doroty Silk presso la Wigmore Hall. Nel 1930, il suo Double Concerto for Two Violins, lavoro d'ispirazione contrappuntistica e politonale, suscitò pareri contrastanti tra la critica, divisa tra chi ne rilevava l'eccessivo intellettualismo e chi ne apprezzava molti passaggi di rara bellezza. Per questa composizione, vinse la Medaglia d'oro della Royal Philharmonic Society. Sempre nel 1930, Holst scrisse la sua tredicesima e ultima opera, The Tale of The Wandering Scholar e, su commissione della BBC, un pezzo per banda militare, Hammersmith, un omaggio al luogo in cui aveva passato la maggior parte della sua vita, una descrizione musicale del borgo, che comincia con la rappresentazione sonora dello scorrere lento del fiume Tamigi. Nel 1931 la Choral Fantasia ottenne una clamorosa stroncatura dalla stampa, ma fu apprezzata da Vaughan Williams.

### L'ultimo periodo
Durante una serie di conferenze negli Stati Uniti (presso l'Università di Harvard e la Biblioteca del Congresso a Washington), nel 1932, dovette essere ricoverato per un'ulcera duodenale emorragica. Tornato in Inghilterra, passò un lungo periodo di convalescenza. L'anno dopo, scrisse il Lyric Movement for Viola and Orchestra e la Brook Green Suite (che trae il nome dalla zona in cui sorge la St.Paul'School). Alla fine del 1933, dovette scegliere se affrontare un'operazione chirurgica d'entità minore ma non risolutiva, oppure un'operazione più impegnativa ma che lo avrebbe liberato definitivamente dai problemi allo stomaco. Scelse quest'ultima, che ebbe successo, ma il suo fisico già provato e il cuore non ressero allo sforzo. Morì due giorni dopo l'operazione, il 25 maggio 1934, in un ospedale di Londra.
Le sue ceneri furono sepolte nella cattedrale di Chichester, nel Sussex, poco lontano da un monumento in memoria dell'amato compositore Thomas Weelkes, organista in quella cattedrale tre secoli prima. Lasciò un'unica figlia, la compositrice e direttore d'orchestra Imogen Holst (1907-1984). La sua casa natale è oggi un museo sia sulla sua figura di compositore sia sulla vita quotidiana della fine del XIX secolo.

## Opere scelte
- The Mystic Trumpeter (1904)
- Two Songs Without Words Op.22 (1906)
  1. Country Song
  2. Marching Song
- A Somerset Rhapsody (1907)
- Savitri, opera (1908)
- First Suite for Military Band in E flat (1909), un'opera capitale per lo sviluppo della banda come organico autonomo. Si compone di tre movimenti:
  1. Chaconne
  2. Intermezzo
  3. March
- Beni Mora (Oriental Suite) Op.29 No.1 (1909 – 1910)
  1. First Dance
  2. Second Dance
  3. Finale
- Two Eastern Pictures (1911)
- Second Suite for Military Band in F (1911)
  1. March: Morris Dance, Swansea Town, Claudy Banks
  2. Song Without Words "I Love my Love"
  3. Song of the Blacksmith
  4. Fantasia on the "Dargason"
- Psalm 86 H.117 No.2 (Salmo 86), (1912)
- Choral Hymns from the Rig Veda (1908 – 1912)
  1. First Group (for women's chorus and orchestra) (H.96)
    1. Battle Hymn
    2. To the Unknown God

  2. Second Group (for chorus and orchestra) (H.98)
    1. To Varuna (God of the Waters)
    2. To Agni (God of Fire)
    3. Funeral Chant

  3. Third Group (for women's chorus and harp) (H.99)
    1. Hymn to the Dawn
    2. Hymn to the Waters
    3. Hymn to Vena (Sun rising through the mist)
    4. Hymn of the Travelers

  4. Fourth Group (for men's chorus and orchestra (H.100)
    1. Hymn to Sama (the juice of an herb)
    2. Hymn to Manas (the spirit of a dying man)
- Two Eastern Pictures (per voci femminili ed arpa) (H.112)
  1. Spring
  2. Summer
- St. Paul's Suite Op.29 No.2 (il Finale è un altro arrangiamento del quarto movimento della Second Suite) (1913)
  1. Jig
  2. Ostinato
  3. Intermezzo
  4. Finale (The Dargason)
- Hymn to Dionysus Op.31 No.2(H.116) (1913)
- I pianeti Op. 32 (1916)
  1. Mars, the Bringer of War
  2. Venus, the Bringer of Peace
  3. Mercury, the Winged Messenger
  4. Jupiter, the Bringer of Jollity (tema principale dell'inno I Vow to Thee, My Country)
  5. Saturn, the Bringer of Old Age
  6. Uranus, the Magician
  7. Neptune, the Mystic
- The Hymn of Jesus (1917)
- Ode to Death 1919
- Short Festival Te Deum (H.145) (1919)
- The Perfect Fool Op.39, balletto (1918–1922)
- Fugal Concerto for Flute, Oboe & String Orchestra (1923)
- At the Boar's Head (1924)
- Egdon Heath, (1927)
- A Moorside Suite (1928)
  1. Scherzo
  2. Nocturne
  3. March
- Double Concerto Op.49 (1929)
  1. Scherzo/Allegro
  2. Lament/Andante
  3. Variations on a Ground
- The Wandering Scholar, opera, (1929 – 1930)
- Hammersmith: Prelude and Scherzo (1930)
- Lyric Movement (1933)
- Brook Green Suite (H.190) (1933)
  1. Prelude
  2. Air
  3. Dance